# WrestleMania X
WrestleMania X was een pay-per-viewevenement in het professioneel worstelen dat geproduceerd werd door de World Wrestling Federation. Dit evenement was de 10e editie van WrestleMania en vond plaats in Madison Square Garden in New York op 20 maart 1994.

## Matchen
| Nr.                                                                          | Match | Winnaar(s)                                                      |
| ---------------------------------------------------------------------------- | --- | --------------------------------------------------------------- |
| 1                                                                            | Bret Hart vs. Owen Hart in een één-op-één match | Owen Hart                                                       |
| 2                                                                            | Doink the Clown & Dink vs. Bam Bam Bigelow & Luna Vachon in een mixed tag team match                                                                          | Bam Bam Bigelow & Luna Vachon                                   |
| 3                                                                            | Crush (met Mr. Fuji) vs. Randy Savage in een Falls Count Anywhere match                                                                                       | Randy Savage                                                    |
| 4                                                                            | Alundra Blayze (c) vs. Leilani Kai in een één-op-één match voor het WWF Women's Championship                                                                  | Alundra Blayze (c)                                              |
| 5                                                                            | The Quebecers (Jacques & Pierre) (c) (met Johnny Polo) vs. Men on a Mission (Mabel & Mo) (met Oscar) in een tag team match voor het WWF Tag Team Championship | Men on a Mission; door count-out behield The Quebecers de titel |
| 6                                                                            | Yokozuna (c) (met Mr. Fuji & Jim Cornette) vs. Lex Luger in een één-op-één match voor het WWF Championship met Mr. Perfect (als speciale gast scheidsrechter) | Yokozuna (c); diskwalificatie van Luger                         |
| 7                                                                            | Earthquake vs. Adam Bomb (met Harvey Wippleman) in een één-op-één match                                                                                       | Earthquake                                                      |
| 8                                                                            | Razor Ramon (c) vs. Shawn Michaels (met Diesel in een ladder match voor het WWF Intercontinental Championship                                                 | Razor Ramon (c)                                                 |
| 9                                                                            | Yokozuna (c) (met Mr. Fuji & Jim Cornette) vs. Bret Hart in een één-op-één match voor het WWF Championship met Roddy Piper (als speciale gast scheidsrechter) | Bret Hart (nc)                                                  |
| (c) huidige kampioen voor en na de match \| (nc) nieuwe kampioen na de match | |                                                                 |